# Torneo Albert Schweitzer 2006
Il Torneo Albert Schweitzer 2006 si è svolto nel 2004 nella città tedesca di Mannheim.

## Classifica finale
| Pos. | Squadra             |
| ---- | ------------------- |
|      | Francia             |
|      | Turchia             |
|      | Serbia e Montenegro |
| 4.   | Croazia             |
| 5.   | Lituania            |
| 6.   | Italia              |
| 7.   | Stati Uniti         |
| 8.   | Germania            |
| 9.   | Australia           |
| 10.  | Israele             |
| 11.  | Spagna              |
| 12.  | Svezia              |
| 13.  | Ucraina             |
| 14.  | Grecia              |
| 15.  | Canada              |
| 16.  | Cina                |